# Aleja drzew koło Strychów
Aleja drzew – pomnik przyrody, zabytkowa aleja drzew mieszanych, pomiędzy wsiami Strychy i Muchocin w gminie Przytoczna (leśnictwo Muchocin).
Na aleję składają się drzewa o obwodach pni: grab: 130 – 230 cm, jesion: 285 – 330 cm, lipa: 155 – 210 cm, klon: 170 – 220 cm. Wysokość wynosi około 20 – 25 m. Drzewa rosną na działce nr 2419/1 w obrębie Strychy, w pobliżu jeziora Winnogórskiego. Pomnikiem przyrody ogłoszony uchwałą rady gminy Przytoczna 10 marca 2009.